# 日本マドンナ
日本マドンナ（にほんマドンナ）は、2009年3月に結成された日本のスリーピース・ガールズ・ロックバンドである。

## 略歴
- 2009年
  - 3月 - 当時高校3年生のあんな、まりな、高校1年生のさとこの3人で結成。
  - 冬 - コンテスト企画「RO69[1]JACK 09/10」の推薦枠にて優勝アーティストに選出され、「rockin'on presents COUNTDOWN JAPAN 09/10」への出演を果たす。
- 2010年
  - 7月7日 - JACKMAN RECORDSより1stミニアルバム「卒業制作」をリリース。ディスクユニオン月間チャートで1位を獲得するなど注目を集める。
  - 12月31日 - 「rockin'on presents COUNTDOWN JAPAN 10/11[2]」に出演。
- 2011年
  - 1月19日 - 2ndミニアルバム「月経前症候群〜PMS〜」を発売。
  - 11月27日 - 新宿紅布でワンマンライブ。
- 2012年
  - 6月6日 - 3rdミニアルバム「バンドやめろ」を発売。
- 2013年
  - 3月15日 - 4月24日の新宿紅布公演をもって解散することを発表。
- 2016年
  - 10月29日 - 12月18日に新宿紅布で公演を行う事を発表。
- 2018年
  - 4月25日 - 4thミニアルバム「ファックフォーエバー」を発売。
  - 4月30日 - 新宿紅布で「日本マドンナ企画ライブ～久々のレコ発編～」を開催。

## メンバー
- あんな (Vo/Ba)
神奈川県出身、1991年12月18日生まれ、漢字：杏奈
- まりな (Gt/Cho)
東京都出身、1991年7月3日生まれ、愛用のギターの名前：アレキサンダー富子
2013年の解散後はゆゆんに参加
- さとこ (太鼓の達人)
神奈川県出身、1993年4月24日生まれ

### イメージキャラクター的存在
- のりこさん
卒業制作のジャケ写[3]や生理の手話の人[要出典]

## ディスコグラフィ

### ミニアルバム
- 1st 卒業制作 2010年7月7日[4]
- 2nd 月経前症候群〜PMS〜 2011年1月19日[5]
- 3rd バンドやめろ 2012年6月6日[6]
- 4th ファックフォーエバー 2018年4月25日
- 5th VS自分 2020年11月26日

### 自主製作盤
- STOPAIDS NGO＆NPO
- うさぎと会話出来る

### DVD
- 勝手にミロ

## ライブ
2010年
12月31日 「rockin'on presents COUNTDOWN JAPAN 10/11」＠幕張メッセ
2011年
1月8日 「スプートニクラボ新年会2011」＠新宿紅布 ※OKAMOTO'S/ヘンリーヘンリーズ // DJ : ぶどう from OKAMOTO'S/越川和磨(毛皮のマリーズ)
2月13日 「日本マドンナ「月経前症候群 ～PMS～」レコハツ記念ライブ！！！＠新宿紅布 ※THE抱きしめるズ/ヘンリーヘンリーズ
2月19日 踊ってばかりの国ツアー「おさるとコアラツアー」＠名古屋CLUB Rock’N’Roll ※踊ってばかりの国
2月20日 踊ってばかりの国ツアー「おさるとコアラツアー」＠十三FANDANGO ※踊ってばかりの国
4月1日 「redrec 春の陣」＠新宿紅布 ※THE抱きしめるズ/スカートの中/RAMBLES
5月4日 ロックンロールベイビーズ2 ～ロック喫茶「メトロポリス＆カントリー」～ ＠新宿紅布 ※THE FOREVERS(中村ガクex.THE MOONLIGHTS)/Merpeoples/ATLANTA/ヘンリーヘンリーズ
5月7日 RO69JACK presents「JUMPIN' JACK FLASH」＠渋谷O-WEST ※Ain Figremin/うすしお/the crickets/CoolRunnings/真空ホロウ/snap/ハヌマーン
5月31日 SHIBUYA-La.mama 29th & JUICE 12th Anniversary『道玄坂異種格闘技戦 vol.18』＠渋谷ラママ ※ソンソン弁当箱(from仙台)/フジロッ久(仮)/快速東京/チープトリップ
6月3日 「redrec 決起集会」＠新宿紅布 ※THE抱きしめるズ/ヘンリーヘンリーズ
6月11日 rockin'on PRESENTS「JAPAN CIRCUIT vol.49 WEST～山崎共闘編～」＠なんばHatch ※andymori/くるり/ストレイテナー
7月21日 「GGTV presents GG UNITED 番外編」＠渋谷AX ※くるり/plenty/モーモールルギャバン
7月25日 「新宿グランプリ」＠新宿紅布 ※死ぬまで生きるもんズ/THE XXズ(青森)/わりばしオッパイズ(山梨)
8月6日 「ROCK IN JAPAN FESTIVAL 2011 二日目」＠国営ひたち海浜公園
8月20日 「紅布 The 8th anniversary -「共振」act.6-」＠新宿紅布 ※三上寛＋石塚俊明/遠藤ミチロウ
8月27日 「生きづらさライオット！リターンズ」＠新宿ロフトプラスワン ※三上寛・杏奈(日本マドンナ)/pagtas(坂田律子・写真家)・敬々(フォークシンガー)/美岳
9月1日 「キドリキドリ1st album「 El Primero 」release party!!」＠下北沢SHELTER ※キドリキドリ/Sawagi/MUGWUMPS
9月3日 「音楽食べちゃいました vs HAMMERKIN' A GO!GO!GIRL!」＠難波mele ※JACK POT BELL(仙台)／Hystoic Vein/MODERN KNOCK／sugar'N'spice／Hi-GRAVITY/モアドモア／THE DALLYS
9月4日 「魔界大宴会vol.20記念SP!」＠京都 club METRO ※騒音寺/Droog/THE WAYBARK/他
9月15日 「道玄坂異種格闘技戦vol.23」＠渋谷ラママ ※チリヌルヲワカ/片山プレイカーズ&ザ☆ロケンローパーティ
9月25日 ぐしゃ人間企画「先生と遊ぼ」(仮)＠池袋手刀 ※打首獄門同好会/妖精達/ちくわテイスティング協会ぐしゃ人間
10月8日 「JET BOYS企画」＠下北沢デイジーバー ※JET BOYS/BUNT/THE TUNDERROADS/THE LET'S GO'S/THE YUMBERRIES
10月27日 「新宿ROCK丁目」＠新宿紅布 ※ザ・チャンバーズ/ボトルズハウス/暗黒地下水道ズ
10月29日 「電撃ロックンカーニバル#30 秋の陣0 supprted by project OTO」 ＠下北沢cave-b ※VIDEO/忘れらんねえよ/taffy/ひらくドア/FURTHER FURTHER.
11月3日 名古屋
11月4日 KenKen of INVADERS LIVE>「The bonds of Shimokitazawa」＠下北沢 CLUB Que ※Ken Ken of INVADERS　ワンマンライブ（日本マドンナはオープニングアクト）
11月27日 「日本マドンナワンマン」＠新宿紅布
12月17日 The SALOVERS～VS企画～「LOVER MATCH Vol.2」＠LIVE SQUARE 2nd LINE The SALOVERS
12月24日 THE LOBSTER-BLASTERS presents「THE NORIKO FESTIVAL」＠渋谷ラママ ※THE LOBSTER-BLASTERS/ヘンリーヘンリーズ/りょーめー(爆弾ジョニー)/SUNDAYS
12月29日 rockin'on presents COUNTDOWN JAPAN 11/12 ＠幕張メッセ:
2012年
1月6日 「スプートニクラボ新年会 2012-2DAYS」＠新宿紅布 ※THE 抱きしめるズ/ヘンリーヘンリーズ/スカートの中
1月23日 「失神ナイトvol.3」＠新宿JAM ※忘れてモーテルズ/騒音寺/JUNIOR BREATH
2月8日 渋谷CLUB CRAWL
2月28日 「共振」＠新宿紅布 ※三上寛/久土'N'茶谷
3月19日 名古屋clubロックンロール
3月21日 難波ベアーズ
2013年
1月6日 「TOP GEAR SHOW!!×奇天烈大発火!!×共振　合同新年会」＠新宿紅布 ※LIE-DOWN / ザ・チャンバーズ / あすなろう / 挫・人間
1月14日 「共振 液状化に負けるな！」＠新宿紅布 ※チャラン・ポ・ランタン / Drop's
1月26日 「TOKYO POP CHANNEL VOL.3」＠船橋ROOTS ※THE FADE AWAYS / Fancy num num / FOX PILL CULT / THE DEAD PAN SPEAKERS
2月14日 「Beat Happening！～Erectric Valentine Party！～」＠渋谷LUSH ※UCARY & THE VALENTINE / THE××ズ / TEENAGER SEX LESS
2月21日 「TOP GEAR SHOW!!」＠新宿紅布 ※THE 抱きしめるズ / LIE-DOWN
2018年
4月20日 「日本マドンナ企画ライブ～久々のレコ発編～」＠新宿紅布 ※O.A:鈴木実貴子ズ

## メディア
テレビ
- 2011年6月3日 爆裂エレキングダム（SPACE SHOWER TV）